# جيسي تايلور
جيسي تايلور (بالإنجليزية: Jesse Taylor) هو فنان قتال مختلط أمريكي، ولد في 2 يناير 1983 في باواي في الولايات المتحدة.

## وصلات خارجية
- جيسي تايلور على موقع يو إف سي (الإنجليزية)
- جيسي تايلور على موقع شيردوغ (الإنجليزية)
- جيسي تايلور على موقع IMDb (الإنجليزية)
- جيسي تايلور على موقع IMDb (الإنجليزية)
- جيسي تايلور على موقع ديسكوغز (الإنجليزية)